# Spilopera chui
Spilopera chui är en fjärilsart som beskrevs av Dieter Stüning 1987. Spilopera chui ingår i släktet Spilopera och familjen mätare. Inga underarter finns listade i Catalogue of Life.